# Psammodius
Psammodius — род жесткокрылых семейства пластинчатоусых, подсемейства афодиинов.

## Описание
Первый сегмент коротких задних лапок не вершине угловидно расширен. Задние бёдра толще передних, шпоры задних голеней расширены.

## Систематика
В составе рода:
- вид: Psammodius asper (Fabricius, 1775)
- вид: Psammodius basalis Musant & Rey, 1871
- вид: Psammodius bulgaricus Mencl, 1982
- вид: Psammodius laevipennis Costa, 1844
- вид: Psammodius nocturnus Reitter, 1892
- вид: Psammodius pierottii Pittino, 1979
- вид: Psammodius plicicollis Erichson, 1848